# Ypsolopha yangi
Ypsolopha yangi là một loài bướm đêm thuộc họ Ypsolophidae. Nó được tìm thấy ở vùng Viễn Đông Nga và miền bắc và tây nam Trung Quốc.
Chiều dài cánh trước là 7–9 mm.